# Dallas Moore
Dallas Joseph Moore (St. Petersburg, 27 ottobre 1994) è un cestista statunitense naturalizzato albanese.